# マリー・ルイーズ・ダルバーグ＝アクトン

グランヴィル伯爵夫人マリー・ルイーズ、1858年頃

マリー・ルイーズ・ペリーヌ・ダルバーグ＝アクトン（Marie Louise Pelline Dalberg-Acton, 1813年1月16日 パリ - 1860年3月14日 ブライトン）は、フランス生まれのイギリス貴族夫人。最初の結婚で準男爵の夫人となりレディ・アクトン（Lady Acton）と、2度目の結婚でグランヴィル伯爵夫人と称した。

## 生涯
フランス皇帝ナポレオンに仕えたドイツ人エメリッヒ・ヨーゼフ・フォン・ダールベルク公爵と、フランス皇后マリー＝ルイーズ側近のイタリア人グロポリ侯爵夫人の娘マリーア・ペレグリーナ・テレーザ・ブリニョーレ・サーレ（1787年 - 1865年）の間の唯一の子。
1832年7月9日、ナポリ首相ジョン・アクトンの息子であるイギリス人準男爵ファーディナンド・アクトンと最初の結婚をし、間に唯一の子ジョン・ダルバーグ＝アクトン（アクトン卿）を授かる。アクトン卿は歴史家・政治思想家、そして復古カトリック教会樹立の重要な主唱者として著名となった。
マリー・ルイーズはドイツ貴族ダールベルク家ヘルンスハイム分家（Dalberg zu Herrnsheim）の最後の男系子孫であった。この事情を背景として、1833年12月20日、イギリス国王の勅許状によりアクトン夫妻とその子孫は「ダルバーグ＝アクトン（Dalberg-Acton）」の複合姓を名乗ることを認可された。ダールベルク家の男系男子が1940年に絶えて以降、ダールベルク（ダルバーグ）の家名を名乗るのは、マリー・ルイーズの直系であるアクトン男爵一族だけとなっている。
1840年7月25日、グランヴィル伯爵家の長子ルーソン卿グランヴィル・ルーソン＝ゴアと再婚、1846年夫の伯爵位襲爵後は伯爵夫人となった。伯爵夫妻はマリー・ルイーズが父から相続したヴォルムスのヘルンスハイム城を巨費をはたいて全面的に改築・改修し、夏の居館として毎年滞在した。

## 引用
1. ↑   Jörg Ebeling: Emmerich Joseph von Dalberg (1773–1833) als Bauherr. Schloss Herrnsheim zu Beginn des 19. Jahrhunderts. In: Der Wormsgau 34, S. 121–213 (130)
2. 1 2  Bollinger, S. 80
3. 1 2 3 4  Schwennicke, Taf. 60.
4. ↑  Golo Mann: Lord Acton. In: Ders.: Geschichte und Geschichten. S. Fischer Verlag, Frankfurt am Main 1961. S. 85–101 (S. 86).
5. ↑  Schwennicke, Taf. 59
6. ↑  Bollinger, S. 83.